# Schoenomyza biseriata
Schoenomyza biseriata är en tvåvingeart som beskrevs av Malloch 1934. Schoenomyza biseriata ingår i släktet Schoenomyza och familjen husflugor. Inga underarter finns listade i Catalogue of Life.